# Randallichthys filamentosus
Randallichthys · Vivaneau de Randall
Genre
Espèce
Statut de conservation UICN

 LC  : Préoccupation mineure
Randallichthys filamentosus, le Vivaneau de Randall, unique représentant du genre Randallichthys, est une espèce de poissons marinsde la famille des Lutjanidae.

## Description
Randallichthys filamentosus peut mesurer jusqu'à 50 cm, queue non comprise, mais sa taille habituelle est d'environ 40 cm queue non comprise.

## Répartition
Ce poisson se rencontre dans l'océan Pacifique et dans l'Est de l'océan Indien à Hawaï, aux Îles Cook, en Nouvelle-Calédonie et au Japon (île Okinawa) mais sa répartition pourrait être plus importante. Il a été récemment observé aux Tonga.

## Systématique
Le nom valide complet (avec auteur) de ce taxon est Randallichthys filamentosus (Fourmanoir, 1970).
L'espèce a été initialement classée dans le genre Etelis sous le protonyme Etelis filamentosus Fourmanoir, 1970.
Ce taxon porte en français le nom vernaculaire ou normalisé suivant : Vivaneau de Randall,.
Randallichthys filamentosus a pour synonymes :
- Etelis filamentosus Fourmanoir, 1970
- Etelis nudimaxillaris Yoshino & Araga, 1975

### Étymologie
Le nom générique, Randallichthys, composé de Randall et du suffixe grec ancien ἰχθύς (ikhthús), « poisson », a été donné en l'honneur de 
John Ernest Randall (1924-2020), en reconnaissance de son importante contribution à l'étude des poissons du bassin Indo-Pacifique.
Son épithète spécifique, du latin filamentosus, « filamenteux », fait référence à plusieurs rayons de sa nageoire caudale inférieure en forme de filaments observés sur l'holotype mais non observés sur d'autres spécimens.